# غال غادوت
غال غادوت (بالعبرية: גל גדות) هي ممثلة وعارضة أزياء إسرائيلية، ولدت في يوم 30 أبريل 1985 في بلدة روش هاعين الإسرائيلية. اشتهرت بدور جيزيل ياشار في سلسلة أفلام السريع والغاضب، والذي أدت فيه الدور لأول مرة في عام 2009 واستمرت به في خمسة أفلام أخرى. نالت شهرة عالمية من خلال تجسيدها لشخصية المرأة المعجزة في أفلام دي سي يونيفرسال. أُدرجت غادوت في قائمة مجلة تايم لأكثر 100 شخصية مؤثرة في العالم عام 2018، وكانت ضمن قائمة الممثلات الأعلى أجراً على مستوى العالم مرتين.

## الحياة المبكرة والتعليم
وُلدت غال غادوت في 30 أبريل 1985 في بتاح تكفا، إسرائيل، ونشأت في روش هاعين. تنتمي لعائلة يهودية أشكنازية ذات أصول من بولندا والنمسا وألمانيا وتشيكوسلوفاكيا. اسمها في العبرية يعني "موجة"، بينما لقب عائلتها "جادوت" يعني "ضفاف النهر" وقد قام والداها بتغييره من "جرينشتاين". والدها، مايكل، مهندس، ووالدتها، إيريت، معلمة تربية بدنية، ولديها أخت أصغر تُدعى دانا.
نشأت غادوت في بيئة يهودية إسرائيلية، ودرست الرقص لمدة 12 عامًا، كما عملت في برجر كنج وأعمال رعاية الأطفال في وظائفها الأولى. تخرجت من مدرسة بيجين الثانوية، حيث تخصصت في علم الأحياء، وزارت مواقع تذكارية للهولوكوست في بولندا.
في سن العشرين، خدمت في الجيش الإسرائيلي كمدربة لياقة قتالية لمدة عامين، وقالت إن هذه التجربة ساعدتها في الحصول على دور جيزيل ياشار في السريع والغاضب. بعد انتهاء خدمتها العسكرية، درست القانون في مركز هرتسليا متعدد التخصصات، المعروف الآن بجامعة رايخمان.

## حياة مهنية

#### مهنة عرض الأزياء ومسابقات الجمال
في سن الثامنة عشرة، فازت غال غادوت بلقب ملكة جمال إسرائيل وشاركت في مسابقة ملكة جمال الكون لعام 2004.عملت لاحقًا كعارضة أزياء لعلامات تجارية كبرى مثل غوتشي وجاغوار وهواوي، وظهرت على أغلفة مجلات مشهورة مثل كوزموبوليتان وغلامور. كما كانت الوجه الرئيسي لعلامة كاسترو للأزياء لعدة سنوات، وشاركت في حملات دعائية لماركات ريفلون وريبوك.

#### التمثيل
بعد أن أنهت غال غادوت عامها الأول في الكلية، خضعت لاختبار أداء لدور في فيلم كم من العزاء، لكنها لم تحصل عليه. ومع ذلك، لفتت الانتباه وتم اختيارها لاحقًا لتجسيد شخصية جيزيل ياشار في فيلم السريع والغاضب عام 2009، حيث قامت بنفسها ببعض المشاهد الخطرة. عادت للدور في أفلام السريع والغاضب 5 والسريع والغاضب 6، ولعبت أدوارًا صغيرة في أفلام ليلة موعد وفارس ويوم.
في عام 2016، جسدت غادوت شخصية المرأة المعجزة لأول مرة في فيلم باتمان ضد سوبرمان: فجر العدل، وقد حازت على إشادة كبيرة لدورها. بعدها ظهرت في الأمم المتحدة للاحتفال بتعيين شخصية وندر وومان سفيرة لتمكين النساء والفتيات، وهي خطوة أثارت الجدل وأُلغيت لاحقًا.
شاركت غادوت في أفلام أخرى، وفي 2017 قامت ببطولة فيلم المرأة الخارقة المستقل، وأعادت دورها في فرقة العدالة. في نفس العام، تمت دعوتها للانضمام إلى أكاديمية فنون وعلوم الصور المتحركة.
في عام 2018، صنفت غال ضمن قائمة أكثر 100 شخصية مؤثرة في العالم لمجلة تايم، واحتلت المرتبة العاشرة في قائمة فوربس لأعلى الممثلات أجرًا بإيرادات بلغت 10 ملايين دولار. كما أدت صوت شخصية "شانك" في فيلم رالف يدمر الإنترنتوظهرت في الفيديو الموسيقي لأغنية "فتيات مثلك" لفرقة مارون 5.
في 2020، صنفتها فوربس كثالث أعلى ممثلة أجرًا في العالم بأرباح 31.5 مليون دولار. وأعلنت عن مشاركتها في فيلم كليوباترا الذي من إخراج باتي جينكينز، والذي تحولت لاحقًا كاري سكوجلاند لإخراجه. ثم لعبت دور البطولة مع دواين جونسون وريان رينولدز في فيلم نشرة حمراء الذي لاقى نجاحًا تجاريًا رغم النقد.

## أنشطة أخرى

#### إنتاج
في أكتوبر 2019، أسست غال غادوت وزوجها يارون فارسانو شركة إنتاج سينمائي وتلفزيوني باسم بايلوت ويف. أعلنت غادوت أنها ستشارك في بطولة وإنتاج مسلسل محدود على أبل تي في +*يروي قصة حياة الممثلة والمخترعة هيدي لامار، كما تعمل على إنتاج فيلم إثارة تاريخي لشركة وارنر براذرز بعنوان إيرينا سيندلر، والذي يتناول حياة الناشطة الإنسانية إيرينا سيندلر خلال الحرب العالمية الثانية.
في عام 2020، شاركت غادوت في إنتاج وبطولة فيلم المرأة المعجزة 1984.

#### البرامج التلفزيونية
في عام 2008، شاركت غال غادوت في مهرجان موسيقي سنوي إسرائيلي للأطفال يقام خلال عطلة الحانوكا ويعد من أكثر العروض ربحية في إسرائيل. في هذا الحدث، ظهرت غادوت كواحدة من المشاهير المحليين، حيث قدمت عروضًا تمثيلية وغنائية ورقصت مرتديةً زي حورية البحر.

#### تأييد
في عام 2020، أصبحت غال غادوت الوجه الإعلاني لشركة سمارت ووتر، خلفاً لجينيفر أنيستون، التي كانت قد شغلت هذا الدور منذ عام 2008.

## الصورة العامة
في 26 يونيو 2023، أعلنت غرفة تجارة هوليوود أن غال غادوت ستحصل على نجمة في ممشى المشاهير في هوليوود لعام 2024، لتصبح أول شخص من أصل إسرائيلي ينال هذا التكريم. كما حصلت في عام 2023 على جائزة المنقذ من منظمة إيليم / الشباب في ضائقة في إسرائيل. ومع ذلك، بسبب خدمتها السابقة في قوات الدفاع الإسرائيلية، تم حظر عرض أفلامها المرأة الخارقة وموت على ضفاف النيل في دول عدة في الشرق الأوسط، منها لبنان، الكويت، والأردن.

#### الصراع الإسرائيلي الفلسطيني
خلال حرب غزة عام 2014، نشرت غال غادوت صورة لها وابنتها وهما تصليان أمام شموع السبت، تعبيرًا عن دعمها لجيش الدفاع الإسرائيلي. المصحوبة بتعليق حصدت أكثر من 200 ألف إعجاب و15 ألف تعليق، وقد أرسلت فيه حبي وصلواتي لمواطني إسرائيل، خاصةً للأولاد والبنات الذين يخاطرون بحياتهم. تضمن التعليق عبارات تدعم الجيش، مثل "سوف ننتصر"، واستخدمت هاشتاغات مثل #weareright و#freegazafromhamas و#stopterror و#coexistence و#loveidf.
خلال الاشتباكات الإسرائيلية الفلسطينية 2021، دعت غال إلى السلام بين المنطقتين في بيان أثار ردود فعل قوية. انتقد البعض تعبيرها عن دعمها لإسرائيل، حيث أشارت إلى الفلسطينيين على أنهم "جيرانها" دون ذكرهم بالأسماء، مما أدى إلى ردود فعل متباينة.
في أكتوبر 2023، وقعت غادوت مع أكثر من 700 محترف في هوليوود على رسالة مفتوحة تدين حركة حماس الفلسطينية المسلحة، وتطالب بالإفراج عن الرهائن المحتجزين في غزة، وتعبر عن دعمها لإسرائيل في النزاع مع حماس. وفي نوفمبر من نفس العام، نظمت عرضًا لفيلم "Bearing Witness"، الذي يتناول عنف حماس، رغم أنها لم تحضر العرض.
في أغسطس 2024، ظهرت دعوات من ناشطين مؤيدين للفلسطينيين لمقاطعة إعادة إنتاج فيلم "سنو وايت" من إنتاج ديزني بسبب دعم جادوت لإسرائيل.

#### تخيل (2020)
في مارس 2020، قامت غال غادوت وعدد من المشاهير، بما في ذلك كريستين ويج، بتقديم نسخة عبر الإنترنت من أغنية "تخيل" لجون لينون، في محاولة لرفع الروح المعنوية خلال جائحة كوفيد-19. ومع ذلك، تلقى الفيديو ردود فعل سلبية، حيث اعتبره النقاد استجابة غير فعالة للجائحة. وصفه جون كارامانيكا من صحيفة نيويورك تايمز بأنه «لفتة فارغة ومحرجة للغاية».
في وقت لاحق، اعترفت غادوت بأن الفيديو لم يحظَ بالتقبل الذي كانت تأمله، لكنها لم تقدم اعتذارًا عن فكرتها. وفي مقابلة عام 2022 مع مجلة إن ستايل، أشارت إلى أن الفيديو كان "بذوق سيئ"، لكنها أكدت أن نواياه كانت "نقية".

## الحياة الشخصية
في عام 2008، تزوجت غال غادوت من جارون "يارون" فارسانو، الذي وُلِد في أمستردام ونشأ في عائلة يهودية في هولندا، وكان مطور عقارات في إسرائيل. لديهما أربع بنات، وُلِدن في أعوام 2011، 2017، 2021، و2024. في عام 2019، أسس الزوجان شركتهما الخاصة لإنتاج الأفلام والتلفزيون، "بايلوت ويف".
كما امتلكت غادوت وفارسانو فندقًا صغيرًا في تل أبيب، حيث ساعدت في إدارته، وتم بيعه في النهاية إلى رومان أبراموفيتش في عام 2015 مقابل 26 مليون دولار.
تتمتع غادوت بشغف كبير للفنون القتالية، حيث تمتلك حزامًا أسودًا في كل من الكاراتيه وكراف مغا.عملت كمدربة ومعلمة قتالية في قوات الدفاع الإسرائيلية، وساهمت خلفيتها القوية في فنون الدفاع عن النفس في حصولها على دور المرأة المعجزة.

## فيلموغرافيا

### فيلم
| عام  | عنوان                          | دور                         | الملاحظات      |
| ---- | ------------------------------ | --------------------------- | -------------- |
| 2009 | السرعة والغضب (فيلم 2009)      | Gisele Yashar               |                |
| 2010 | ليلة موعد                      | Natanya                     |                |
| 2010 | فارس ويوم                      | Naomi                       |                |
| 2011 | السرعة الخامسة                 | Gisele Yashar               |                |
| 2013 | سرعة وغضب 6                    | Gisele Yashar               |                |
| 2014 | Kicking Out Shoshana           | Mirit                       | فيلم إسرائيلي  |
| 2015 | الغضب 7                        | Gisele Yashar               | لقطات الأرشيف  |
| 2016 | Triple 9                       | Elena                       |                |
| 2016 | باتمان ضد سوبرمان: فجر العدالة | المرأة المعجزة              |                |
| 2016 | المجرم (فيلم 2016)             | Jill Pope                   | ما بعد الإنتاج |
| 2016 | مواكبة الجونيسيس               |                             | ما بعد الإنتاج |
| 2017 | المرأة الخارقة                 | Diana Prince / Wonder Woman |                |
| 2017 | فرقة العدالة (فيلم)            | Diana Prince / Wonder Woman |                |
| 2018 | رالف يدمر الإنترنت             | شانك                        |                |
| 2021 | نشرة حمراء                     | سارة بلاك/ البيشوب          |                |
| 2023 | قلب من حجر                     | راشيل                       |                |

### تلفزيون
| عام  | عنوان               | دور                    | الملاحظات                                                                        |
| ---- | ------------------- | ---------------------- | -------------------------------------------------------------------------------- |
| 2007 | Bubot               | Miriam "Merry" Elkayam | Israeli series                                                                   |
| 2009 | أنتوراج             | Lisa                   | Episode: "Amongst Friends"                                                       |
| 2009 | The Beautiful Life ‏ | Olivia                 | Episodes: "The Beautiful Aftermath" "The Beautiful Lie" "The Beautiful Triangle" |
| 2011 | Asfur               | Kika                   | Israeli series. Season 2.                                                        |
| 2012 | Katmandu            | Yamit Bareli           | Israeli series                                                                   |
| 2012 | ايرتس نهديرت ‏       | Herself                | Israeli show. Episode: "Season 9, Episode 7"                                     |

## وصلات خارجية
- غال غادوت على موقع IMDb (الإنجليزية)
- غال غادوت على موقع ميتاكريتيك (الإنجليزية)
- غال غادوت على موقع الموسوعة البريطانية (الإنجليزية)
- غال غادوت على موقع روتن توميتوز (الإنجليزية)
- غال غادوت على موقع مونزينجر (الألمانية)
- غال غادوت على موقع قاعدة بيانات الأفلام العربية
- غال غادوت على موقع ألو سيني (الفرنسية)
- غال غادوت على موقع ميوزك برينز (الإنجليزية)
- غال غادوت على موقع أول موفي (الإنجليزية)
- غال غادوت على موقع بوكس أوفيس موجو (الإنجليزية)